# Barents-self
A Barents-self a 1 424 000 km² területű Barents-tenger selfterülete; szerkezetileg az európai kontinens része. Az észak–déli csapású Murmanszki-selfhát két részre osztja: a keleti rész a központi selfmedence, a nyugati, kisebb rész domborzata változatos; a kainozoikumi eljegesedésre jellemző felszínalakulás számos elemét őrzi. A norvég partok mentén kialakult része az Északi-foki-selfmedence. 
A jégkori felszín tipikus maradványelemei például Spitzbergáktól (Svalbard) délre, a Spitzberga-pad, a Déli-foki-teknővölgy, a Storfjordi-teknővölgy és több további, egykori gleccserek nyomvonalát jelző teknővölgy. Legnagyobb teknővölgye a Novaja Zemlja partjaitól nyugatnak tartó és a Murmanszki-selfháton is áttörő Nyugati Novaja Zemlja völgy, ami a selfhát nyugati oldalán az északkeletnek tartó Barents-teknővölgybe torkollik. Az északi selfperem legjellemzőbb morfológiai eleme a Ferenc József-föld és a Viktória-sziget között mélyen bevágódó Ferenc–Viktória hasadék.